# حافظ عبد الرحمن
حافظ عبد الرحمن موسيقار سوداني، تعتمد موسيقاه على آلة موسيقية واحدة هي الفلوت، وهو من الموسيقيين الذين عُرفوا على مستوى العالم، فقد أصدر عدد من ألبوماته في فرنسا، وكتب عنه أحد الكتّاب الألمانيين بصفته موهبة أفريقية فريدة، واُستخدمت موسيقاه في عدد من الإذاعات حول العالم كإذاعة بي بي سي، وصوت أمريكا، ومونت كارلو الدولية، كما سبق لهُ أن قدم فواصل موسيقية على مسرح مركز كينيدي الثقافي في واشنطن، وكان الموسيقي السوداني الوحيد على المسرح، وعادةً ما تركز موسيقاه على إنسان السودان البسيط، وتعبر عن أشجانه الخاصة.
ولد حافظ في مدينة نيالا العاصمة لولاية جنوب دارفور، وبدأ بالعزف في سن مبكرة مستخدمًا الناي، ثم انتقل إلى الخرطوم ليدعم موهبته بدراسة الموسيقى والدراما في جامعة السودان، وتعرف على آلة الفلوت لأول مرة عام 1981م، كانت بداياته في التلفزيون خلال منتصف السبعينات من القرن العشرين، حيث استخدمت مقطوعته الأولى (المرفأ القديم) شعارًا لبرنامج (دينقا بنقا) الذي كان يعرض لمحمد سليمان على تلفزيون وإذاعة أم درمان، وحصل على الماجستير في تخصص الموسيقى الآلية، ونهل الكثير من العلوم والخبرات من معاهد أوروبا الموسيقية، مما جعله يعزف مزيجًا من الموسيقى الأوروبية والسودانية معًا،  من أشهر مقطوعاته (الأيام الخالدة) التي نشرت في ألبوم يحمل العنوان ذاته، والذي قامت بتوزيعه عالميًا شركة أمازون الأمريكية، وهو بذلك أول ألبوم سوداني بموسيقى سودانية أصيلة على أمازون.
ألّف ما يصل إلى 81 مقطوعة موسيقية على آلة الفلوت بكافة أنواعها، منها مقطوعة (حتى نلتقي)، (همس الأنامل)، (بين الذكرى والشجن)، و(إيقاع الجبل)، وهو يحاول عبر آلة الفلوت أن يوصل إلى مستمعيه الشجن الفطري للإنسان السوداني، ويعتبر عازف ذو ثقافة واسعة ويمتلك مهارة ملحوظة في الخطابة، وقد مثل السودان في عدد من المحافل العربية والعالمية.
حصل على درجة الدكتوراة في الموسيقى .

## وفاته
توفي حافظ عبد الرحمن في يوم الجمعة 21 يوليو 2023.